# Пон-де-Бюи-ле-Кимерк (кантон)
Пон-де-Бюи-ле-Кимерк (фр. Pont-de-Buis-lès-Quimerch) — кантон во Франции, находится в регионе Бретань, департамент Финистер. Расположен на территории двух округов: тринадцать коммун входят в состав округа Брест, четыре — в состав округа Шатолен.

## История
Кантон образован в результате реформы 2015 года. В его состав вошли отдельные коммуны кантонов Даула, Ландерно, Ле-Фау, Плудири и Шатолен.

## Состав кантона
В состав кантона входят коммуны (население по данным Национального института статистики за 2019 г.):
- Анвек (2 036 чел.)
- Даулас (1 817 чел.)
- Диринон (2 215 чел.)
- Ирвийак (1 453 чел.)
- Ла-Мартир (759 чел.)
- Ле-Треу (648 чел.)
- Ле-Фау (1 744 чел.)
- Логона-Даулас (2 133 чел.)
- Лопере (3 910 чел.)
- Опиталь-Камфру (2 232 чел.)
- Плудири (913 чел.)
- Пон-де-Бюи-ле-Кимерк (3 639 чел.)
- Росноэн (959 чел.)
- Сен-Сегаль (1 117 чел.)
- Сент-Элуа (212 чел.)
- Сент-Юрбен (1 646 чел.)
- Трефлевене (242 чел.)

## Политика
На президентских выборах 2022 г. жители кантона отдали в 1-м туре Эмманюэлю Макрону 29,7 % голосов против 24,4 % у Жана-Люка Меланшона и 17,7 % у Марин Ле Пен; во 2-м туре в кантоне победил Макрон, получивший 67,8 % голосов. (2017 год. 1 тур: Эмманюэль Макрон – 28,7 %, Жан-Люк Меланшон – 21,8 %, Франсуа Фийон – 14,5 %, Марин Ле Пен – 13,4 %; 2 тур: Макрон – 77,4 %. 2012 год. 1 тур: Франсуа Олланд — 34,9 %, Николя Саркози — 21,5 %, Жан-Люк Меланшон — 12,6 %; 2 тур: Олланд — 62,0 %).
С 2021 года кантон в Совете департамента Финистер представляют член совета коммуны Пон-де-Бюи-ле-Кимерк Изабель Може (Isabelle Maugeais) (Коммунистическая партия) и мэр коммуны Сент-Юрбен Жюльен Пупон (Julien Poupon) (Разные левые).
|                | Кандидаты                    | Партия                   | Первый тур | Первый тур     | Второй тур | Второй тур |
| Кол-во голосов | Кандидаты                    | Партия                   | % голосов  | Кол-во голосов | % голосов  |            |
| -------------- | ---------------------------- | ------------------------ | ---------- | -------------- | ---------- | ---------- |
|                | Изабель Може Жюльен Пупон    | Левый блок               | 2 309      | 28,87          | 4 163      | 51,36      |
|                | Давид Гийерм Натали Годе     | Правоцентристский блок   | 2 855      | 35,70          | 3 943      | 48,64      |
|                | Мари-Лин Маэ Ибраим Мохаммад | Левый блок — Зелёные     | 1 851      | 23,15          |            |            |
|                | Эльян Бомон Франк Никола     | Национальное объединение | 982        | 12,28          |            |            |

|                | Кандидаты                         | Партия                  | Первый тур | Первый тур     | Второй тур | Второй тур |
| Кол-во голосов | Кандидаты                         | Партия                  | % голосов  | Кол-во голосов | % голосов  |            |
| -------------- | --------------------------------- | ----------------------- | ---------- | -------------- | ---------- | ---------- |
|                | Роже Меллуэ Франсуаза Перон       | Социалистическая партия | 3 760      | 35,22          | 5 068      | 50,62      |
|                | Жан-Ноэль Ле Галь Женевьева Танги | Правый блок             | 3 500      | 32,78          | 4 944      | 49,38      |
|                | Жоэль Рома Кристель Троадек       | Национальный фронт      | 1 831      | 17,15          |            |            |
|                | Патрисия Ларош Филипп Пупон       | Левый фронт             | 1 585      | 14,85          |            |            |